# 吉塔納斯·瑙塞達
吉塔納斯·瑙塞達（發音：[ɡʲɪˈtˠɐnˠɐs nˠɐʊˈsʲeːdˠɐ]；1964年5月19日—），立陶宛金融家、教师及政治人物，在2019年立陶宛總統選舉中，他在第二輪選舉以三分之二的得票率勝出，成为立陶宛獨立後第6任总统。在2024年立陶宛總統選舉中，他再次在第二輪選舉勝出，成功連任。
2021年7月20日，立陶宛外交部宣布允许中華民國政府以台湾为名义开设駐立陶宛台灣代表處，致使同年8月10日中华人民共和国外交部因与立陶宛多次交涉未果，而宣布召回驻立陶宛大使，并要求立陶宛政府召回驻中国大使，吉塔納斯·瑙塞達對此表示，立陶宛自1991年與其建立正式外交關係後，就實行「一中政策」至今不變，但立陶宛作为主权国家有决定与哪些国家或领土发展经济和文化关系的权利，立陶宛與中國大陸的關係應建立在相互尊重的基礎上，否則对话就變成單方下最後通牒，这在国际关系中是不可接受的，并表示希望北京政府改变召回驻立陶宛大使的决定。

## 荣誉

### 外国勋章奖章
- 一等智者雅罗斯拉夫王公勋章（乌克兰，2021年8月23日公布[4]）